# Diego Cagna
Diego Sebastián Cagna (Buenos Aires, 19 de abril de 1970) é um ex-futebolista e treinador de futebol argentino. Atualmente é diretor-esportivo do San Martín de Tucumán.

## Carreira
Revelado pelo Argentinos Juniors, Cagna passou ainda pelo Independiente entre 1992 e 1996, atuando em 92 jogos e marcando 12 gols, vencendo o torneio Clausura do Campeonato Argentino em 1994 e a Recopa Sul-Americana de 1995. Teve ainda passagem destacada no Boca Juniors, onde atuou 117 vezes, com 13 gols marcados.
Entre 2000 e 2002, atuou no futebol espanhol, jogando 77 partidas com a camisa do Villarreal. Ainda em 2002, jogou 17 partidas pelo Atlético Celaya do México. Regressou ao Boca Juniors no ano seguinte, encerrando a carreira de jogador em 2005, aos 35 anos e com 10 títulos conquistados (5 Campeonatos Argentinos, 1 Copa Libertadores, 2 edições da Copa Sul-Americana, 1 Recopa e 1 Copa Intercontinental).

## Seleção Argentina
Cagna estreou na Seleção Argentina em 1992, vencendo a Copa Rei Fahd (precursora da Copa das Confederações). Disputou ainda os Jogos Pan-Americanos de 1995 e a Copa América de 1999. Seu único gol pela Albiceleste foi em 1998, contra Israel, porém não foi convocado para a Copa da França. No total, o meio-campista atuou 19 vezes pela Seleção Argentina.

## Carreira de técnico
Em dezembro de 2006, Cagna estreou na carreira de técnico, ao assinar com o Tigre, exercendo o cargo até 2009. Treinou ainda Colo-Colo, Newell's Old Boys e Estudiantes, sem muito êxito, voltando ao Tigre em 2013, comandando a agremiação em 6 partidas.
Após 3 anos desempregado, El Flaco foi contratado pelo San Martín de Tucumán em abril de 2016 para trabalhar como diretor-técnico.

## Títulos
Independiente
- Supercopa Libertadores: 1994
- Recopa Sul-Americana: 1995

Boca Juniors
- Campeonato Argentino: 1998, 1999, 2003, 2005
- Copa Libertadores da América: 2003
- Copa Intercontinental: 2003
- Copa Sul-americana: 2004, 2005
- Recopa Sul-Americana: 2005

Argentina
- Copa das Confederações: 1992
- Jogos Pan-americanos: 1995